# Lillbäcktjärnen, Värmland
Lillbäcktjärnen är en sjö i Filipstads kommun i Värmland och ingår i Göta älvs huvudavrinningsområde.